# Gorham-Stout-Syndrom

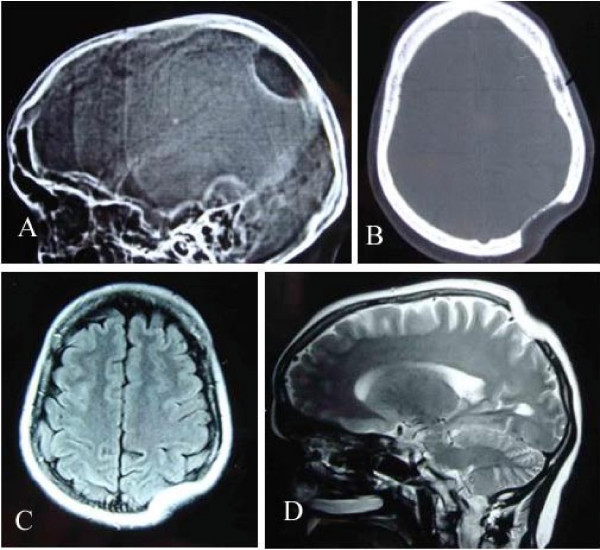
Rundlicher Knochendefekt der Schädelkalotte bei Gorham-Stout-Syndrom. Oben Röntgen und Computertomographie, unten Magnetresonanztomographie.

Das Gorham-Stout-Syndrom (GSS), auch Gorham-Stout-Krankheit oder englisch vanishing bone disease genannt, ist eine äußerst seltene Krankheit, bei der einer bis viele Knochen aufgelöst und durch Lymphgewebe ersetzt werden. Das Gorham-Stout-Syndrom wurde erstmals 1955 von den US-amerikanischen Pathologen L. Whittington Gorham (1885–1968) und Arthur Purdy Stout (1885–1967) beschrieben, nach denen die Krankheit auch benannt ist.

## Ätiologie
Die Ursache des Gorham-Stout-Syndroms, bei dem es durch idiopathische angiomatöse Proliferationen im Knochen zu einer fortschreitenden Knochenresorption kommt, ist noch weitgehend unklar. Interleukin-6 spielt als Botenstoff bei der Erkrankung offensichtlich eine wesentliche Rolle. Es wird eine gesteigerte Osteoklastenaktivität oder Angiomatose vermutet. Die Erkrankung ist äußerst selten. Es gibt etwa 200 dokumentierte Fälle.

## Komplikationen
- Chylothorax
- Befall der Wirbelsäule

## Therapie
Es gibt derzeit noch kein allgemein anerkanntes Behandlungsschema für das Gorham-Stout-Syndrom. Die Gabe von Bisphosphonaten, Interferon-α2b, Strahlen- und Chemotherapie sowie operative Eingriffe (Pleurodese im Fall eines Chylothorax) sind als Interventionen beschrieben.
Die Behandlung (als Off-Label-Use) mit Bisphosphonaten (etwa Zoledronsäure) zeigte nach mehrjähriger Anwendung Besserungen der Symptomatik.